# نازآفرین میرزاخلیلی
نازآفرین میرزاخلیلی (زادهٔ: ۷ خرداد ۱۳۵۱ در تهران) روزنامه‌نگار، نویسنده، گزارشگر، وبلاگ نویس، گوینده ارشد و کارشناس بخش فارسی شبکه رادیویی ان‌اچ‌کی ژاپن است. وی سابقه فعالیت در روزنامه ایران و خبرگزاری ایرنا را دارد و هم چنین چند سال به عنوان گزارشگر و سردبیر در صدا و سیمای جمهوری اسلامی ایران فعالیت داشت.

## کار حرفه‌ای
نازآفرین میرزا خلیلی نخستین بار سال ۱۳۷۸ همکاری با روزنامه ایران را آغاز کرد و در روزنامه انگلیسی زبان ایران دیلی به عنوان دبیر سرویس فرهنگ و هنر مشغول به فعالیت شد. درست هشت سال بعد یعنی در سال ۱۳۸۶ به بخش ضمیمه، ایران زمین روزنامه ایران تبعید شد. وی در سال‌های بین ۱۳۷۸ تا ۱۳۸۶ هم چنین در خبرگزاری ایرنا فعالیت داشت.
بعد از قطع همکاری اجباری با روزنامه ایران، به مدت سه سال در صدا و سیمای جمهوری اسلامی ایران به عنوان گزارشگر و سردبیر مشغول به کار شد. وی هم چنین جزء معدود افرادی است که در راه‌اندازی اولین رادیو اینترنتی ایران در صدا و سیما همکاری داشت. میرزاخلیلی در راه‌اندازی اولین خبرگزاری رادیویی در شبکه ایران صدا نقش مؤثری داشت که در نهایت به عنوان سردبیر این خبرگزاری انتخاب شد. وی در سال ۱۳۸۸ و در جریان تظاهرات آن سال به عنوان خبرنگار پارلمانی، حوزه امورخارجه و دولت فعالیت داشت و عملکرد احمدی‌نژاد و به ویژه مسایل کهریزک از سوژه‌هایی بود که پیگیری می‌کرد و هم‌زمان به عنوان سردبیر برنامه زنده رادیویی «بدون خط خوردگی» رادیو گفتگو، فعالیت داشت. نازآفرین میرزا خلیلی از ابتدای فعالیتش تاکنون به‌طور مستمر با رسانه‌های گوناگون از جمله روزنامه ایران به عنوان مترجم همکاری داشته‌است. او هم‌اکنون نیز در زمینه ترجمه مطبوعاتی، داستان و متن‌های رادیویی فعالیت می‌کند.

## خروج از ایران
نازآفرین میرزاخلیلی سال ۲۰۱۰ از ایران خارج شد و به استخدام شبکه رادیویی ان‌اچ‌کی ژاپن درآمد.